# خالد نحاس
خالد نحاس معماري فلسطيني، له تصاميم معمارية ريادية في الأردن وخارجه، قام بعد الانتهاء من دراسته في جامعة فانكوفر بكندا، بافتتاح شركته الخاصة في العاصمة الأردنية عمّان في العام 1999 حيث تتخصص الشركة في تصميم المباني التجارية عالية التطور التكنولوجي والمطاعم والمقاهي، وتعمل حاليا على مشروع (وسط عمان).
نال نحاس على جائزة أفضل مصمم معماري شاب في معرض سيتي سكيب 2002 بدبي. من أشهر مشاريعه: مبنى نادي Vy في عبدون، عمّان ومبنى Blue Fig ومبنى أبو طويلة بلازا في عمّان أيضا.